# Chevrolet
Chevrolet es un fabricante de automóviles y camiones con sede en Detroit, Míchigan, Estados Unidos, como una división de General Motors. Nació de la alianza de Louis Chevrolet y William Crapo Durant el 3 de noviembre de 1911.
Por otra parte, la mecánica de sus modelos es utilizada por distintos fabricantes artesanales para el desarrollo de superdeportivos. Para ello, se tienen en cuenta los motores V8 de esta firma, principalmente de las últimas generaciones del Corvette, para la producción de prototipos artesanales, tales como el Hennessey Venom GT, el SSC Ultimate Aero o el Tauro Sport Auto, entre otros.

## Historia

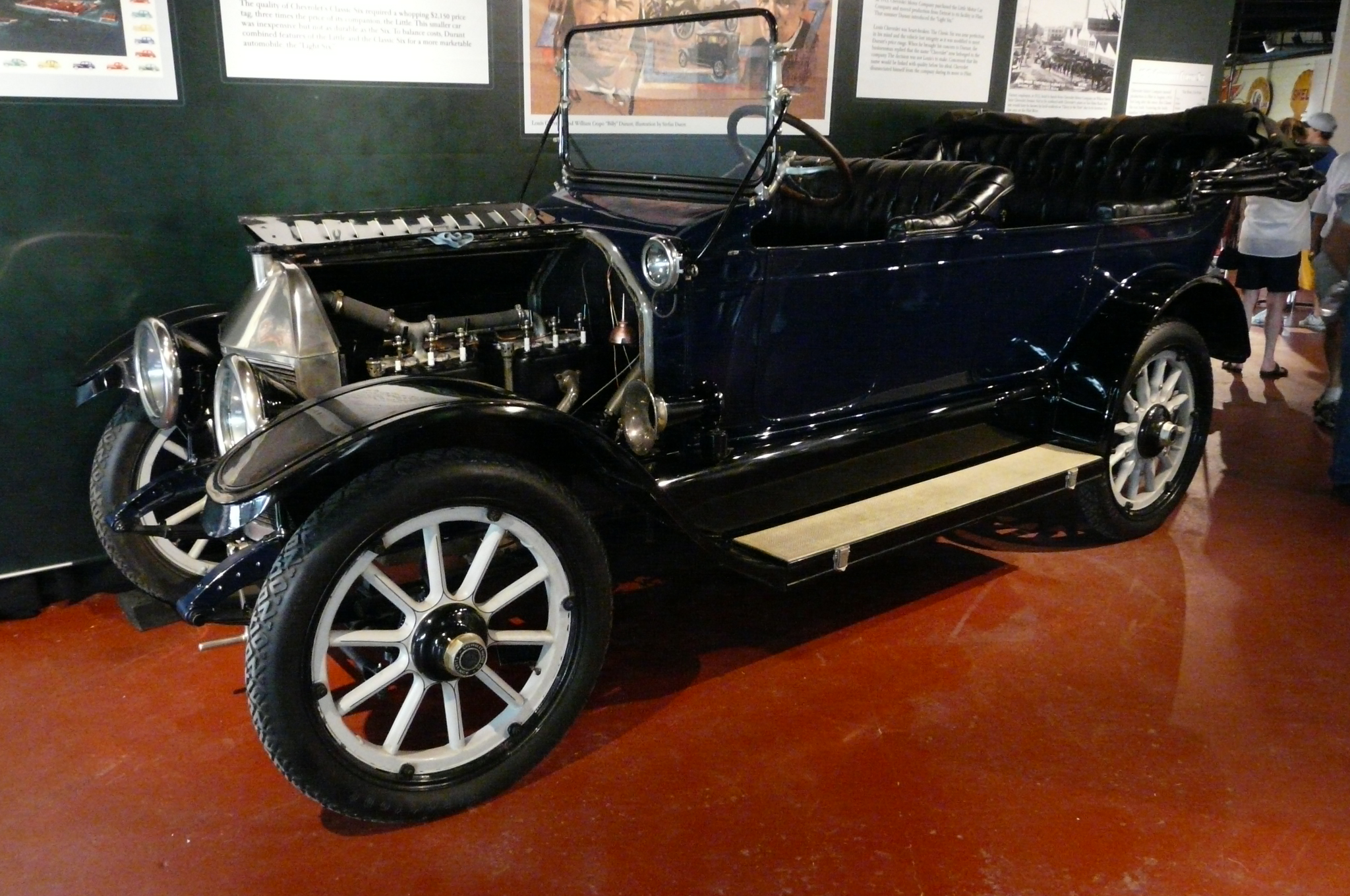
Serie C Classic Six de 1912, el primer modelo fabricado por Chevrolet.

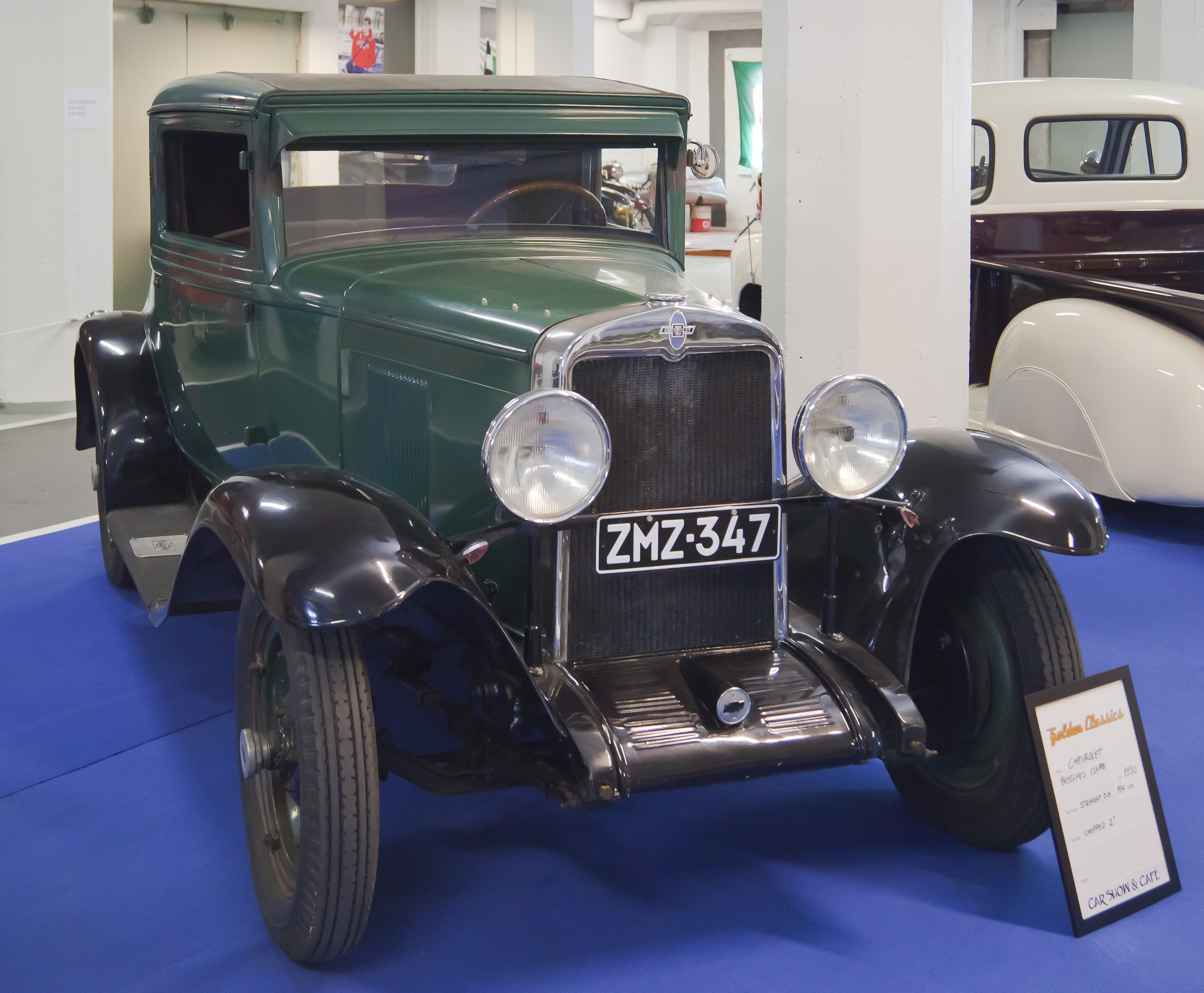
Business Coupe de 1930 en Helsinki, Finlandia en 2012.

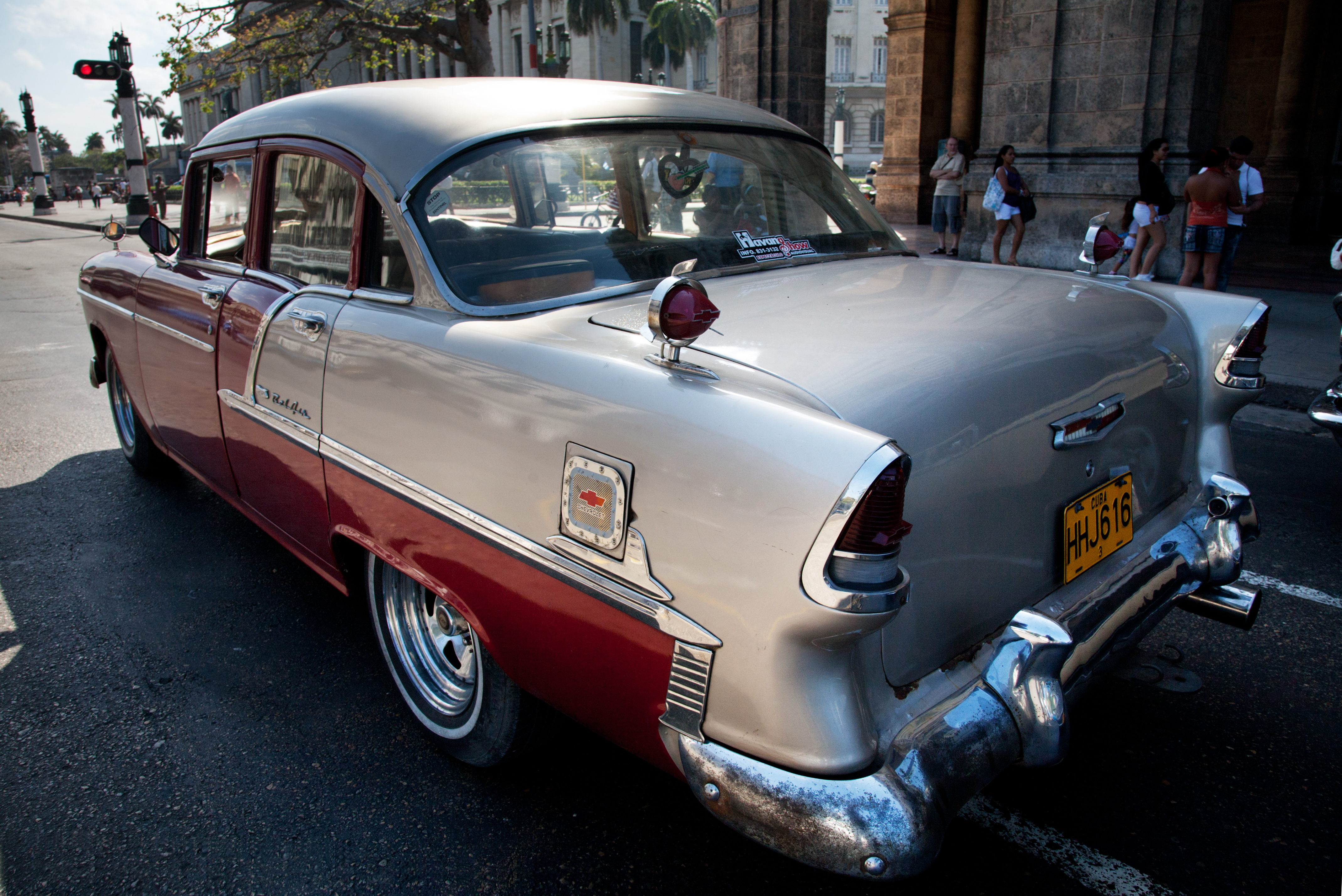
Bel Air modelo 1955, ampliamente utilizado en el mercado cubano.

Fue fundada el 3 de noviembre de 1911 por iniciativa del piloto de carreras suizo-francés Louis Chevrolet, en colaboración con el ingeniero francés Ettienne Planche y más tarde con el empresario William C. Durant, quien estuvo a cargo de la financiación del proyecto. La compañía había nacido como la Chevrolet Motor Car Company y su fundación fue la estrategia más eficaz planteada por Durant para retomar la conducción de General Motors, de la cual fue expulsado en 1910 luego de su primera gran crisis financiera.
Tras la toma del control de la General Motors por parte de los organismos financieros, William C. Durant, quien no tenía el más mínimo conocimiento de mecánica, ni mucho menos estaba interesado en llevarla a la práctica, en su afán de querer recuperar su negocio perdido y viendo un gran futuro en la venta de automóviles, decidió invertir parte de su fortuna en la creación de una nueva marca de coches, con la cual poder recuperar lo que alguna vez fue suyo. Por su parte, Louis Chevrolet era un piloto suizo de carreras que había desembarcado en Estados Unidos y se había alistado en competencias de automovilismo, presentándose a correr principalmente con vehículos de la marca Buick perteneciente a General Motors. Estas competencias, animaron a Chevrolet a ser el creador de sus propios coches, para lo cual se alió con el ingeniero francés Ettienne Planche. Sin embargo, el capital monetario para financiar el proyecto no fue el suficiente como para que el mismo pueda emerger. Por tal motivo, ambos terminaron topándose con William C. Durant, quien les proveyó el apoyo financiero para la creación de la firma, además de mantener la idea inicial de utilizar el nombre de Chevrolet para bautizar a la compañía. Sin embargo, a pesar de bautizar a la firma con su nombre, Louis Chevrolet nunca pudo ser en sí su propietario, ya que la mayoría de las acciones quedaron en poder de Durant, dejándole a Louis un paquete minoritario.
Su logotipo surgió cuando Durant estaba de viaje de negocios y, durante su estadía en un hotel parisino, observó que el decorado de las paredes de su habitación, presentaba un extraño dibujo que mostraba un cuadrado mezclado con un paralelogramo, formando una inusual figura geométrica. Aquel dibujo captó fuertemente la atención de Durant, por lo que arrancó un trozo de ese decorado y se lo guardó en la billetera, a fin de poder utilizarla a futuro en una nueva marca de automóviles. La primera vez que Chevrolet usó su logo fue en 1913.
El equipo inició sus acciones el 3 de noviembre de 1911, presentando como primera unidad el Classic Six, un sedán que se presentó como novedad en el mercado por la instalación de un motor de seis cilindros en línea, el cual fue considerado una rareza, ya que hasta ese momento se habían fabricado unidades con un máximo de 4 cilindros. Lo que parecía que iba a ser una sociedad perfecta, terminó convirtiéndose en un verdadero conflicto que repercutió en los intereses de ambos socios. Por un lado, Chevrolet pretendió que sus coches sean reconocidos por su velocidad y su desempeño en competencias deportivas. Por el otro, Durant pretendió crear un vehículo más conservador, popular y accesible para todo el mundo. La crisis estalló luego de la adquisición por parte de Durant de la Little Motor Car Company, una pequeña empresa de automóviles de bajo consumo que había entrado en quiebra. De esa forma, la participación de Durant en la Chevrolet Motor Car Company aumentó considerablemente, lo que le permitió llevar adelante su deseo personal del coche popular. Con los pequeños motores de la Little, Durant comenzó a desarrollar su coche sobre la base del Classic Six. Sin embargo, la primera oposición la obtuvo de manera sorpresiva por parte de su mismísimo socio Louis Chevrolet, quien no quiso que su marca perdiese prestigio con este desarrollo. Ante esta actitud, Durant le sugirió la salida de la sociedad, ofreciéndole la compra de sus acciones. La transacción se realizó por una suma considerablemente baja, siendo que dichas acciones valdrían varios millones de dólares unos años más tarde.
Tras la salida de Louis Chevrolet de la Chevrolet Motor Car Company, Durant continuó con la expansión de la empresa manteniendo el nombre de la misma, ya que consideraba que su fonética afrancesada era un atractivo para el público y que, al mismo tiempo, les brindaba publicidad gratuita a costillas de su exsocio. Su plan comenzó presentando el modelo 490, un coche de bajo costo desarrollado con uno de los motores adquiridos a la Little Motor Car y que se presentó como el primer oponente del urbano Ford T. La nomenclatura dada a este coche, tuvo que ver con el precio original con el que fue lanzado el modelo, ya que en ese entonces el Ford T valía US$495, por lo que Durant redujo a US$5 el precio de ese coche para vender el suyo. La expansión que consiguió la Chevrolet Motor Car Company, permitió que William Durant vuelva a posicionarse dentro del mercado, de una forma tal que consiguió retomar el control de la General Motors, fusionando a Chevrolet con esta otra y convirtiéndola en la Chevrolet Division de la General Motors. El éxito en ventas de la marca, hizo de Chevrolet la marca más representativa de la GM y la terminó convirtiendo con el correr del tiempo en la marca más vendida del siglo XX.
A todo esto, Louis Chevrolet continuaría con su idea de crear una marca de automóviles que se destaque por su prestigio deportivo. Con el dinero cobrado de la venta de sus acciones en la Chevrolet Motor Car, se asoció con su hermano Gastón Chevrolet, junto a quien creó la marca Frontenac, marca tomada de una bicicleta creada por Louis durante sus tiempos de vida en Suiza. Louis obtendría un marcado éxito como preparador, mientras que su hermano se destacaría al volante de sus unidades, siendo buenos rivales para marcas de la talla de Buick, Cadillac u Oldsmobile, curiosamente, todas marcas que respondían a la GM de Durant. Unos años más tarde Chevrolet recurriría nada más ni nada menos que a Henry Ford, con quien llegaría a un acuerdo para la producción en los talleres de Frontenac de nuevos cabezales para los motores de los Ford T. Ford aceptaría la propuesta de Chevrolet, logrando reacondicionar a su modelo con los cabezales provistos por Frontenac. A su vez, Chevrolet obtendría el permiso de parte de Ford para equipar a sus coches de competición con los renovados motores de Ford T, desarrollando los llamados Fronty-Fords, apócope de Frontenac + Ford. Con esta unidad, Gastón Chevrolet obtendría una victoria en las 24 Horas de Daytona. Sin embargo, una serie de crisis financieras que tuvieran su pico en la Gran Depresión de 1929, derrumbarían el sueño de Louis, haciendo que la marca Frontenac, junto a otras marcas pequeñas, entren en la completa ruina. Para subsistir, Louis terminaría volviendo a General Motors, para pedir un puesto como obrero dentro de la fábrica. Ante esta situación, General Motors afortunadamente para él, ya sin Durant al frente y con Pierre S. du Pont como presidente, le terminaría otorgando esta "ayuda", colocándolo como obrero dentro de las fábricas de la misma marca que llevara su apellido. Sin embargo, a pesar de haber trabajado muy duro dentro de ella, las muertes de sus hermanos Gastón y Arthur, sumados a sus deudas financieras, terminarían resquebrajando su salud, muriendo finalmente en 1941 en una completa pobreza y en el olvido.
William Durant finalmente tendría un final similar, cuando en 1920 nuevamente volvía a poner a GM al borde de la quiebra, lo que le valió nuevamente la expulsión de la compañía, pero esta vez de manera definitiva. Ya no contaba con su cuantiosa fortuna familiar, la cual había sido derrochada en la creación de estas empresas y tratando de adquirir nuevas firmas para poder reinstalarse en el mercado. Sus maniobras bursátiles ya no surtían efecto, por lo que terminaría en la ruina, muriendo en 1947 y sufriendo el mismo final que su exsocio Louis Chevrolet, de cuya desgracia financiera fue uno de los principales responsables.

### Actualidad

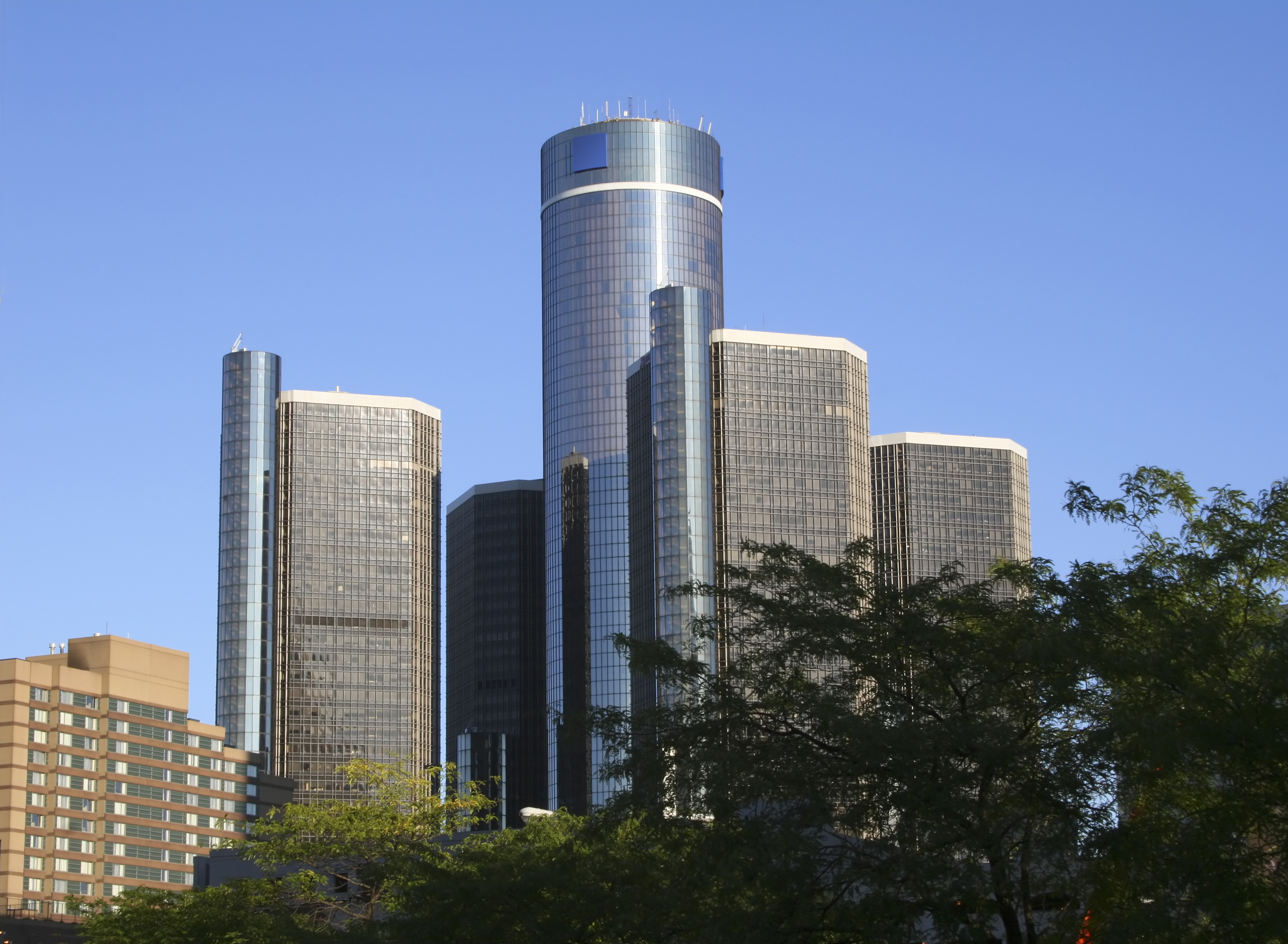
Centro de Renacimiento de GM.

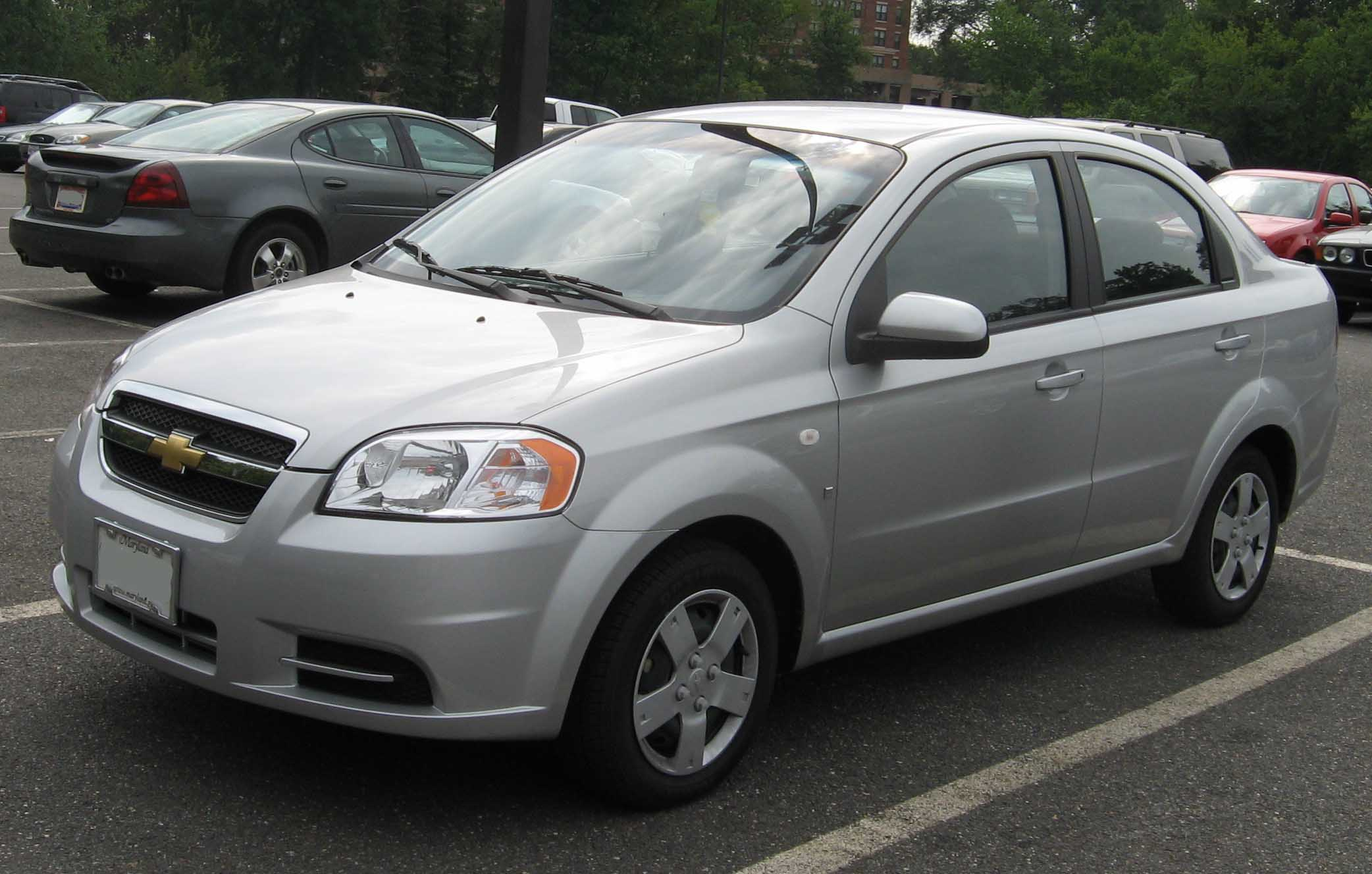
Aveo de 2007.

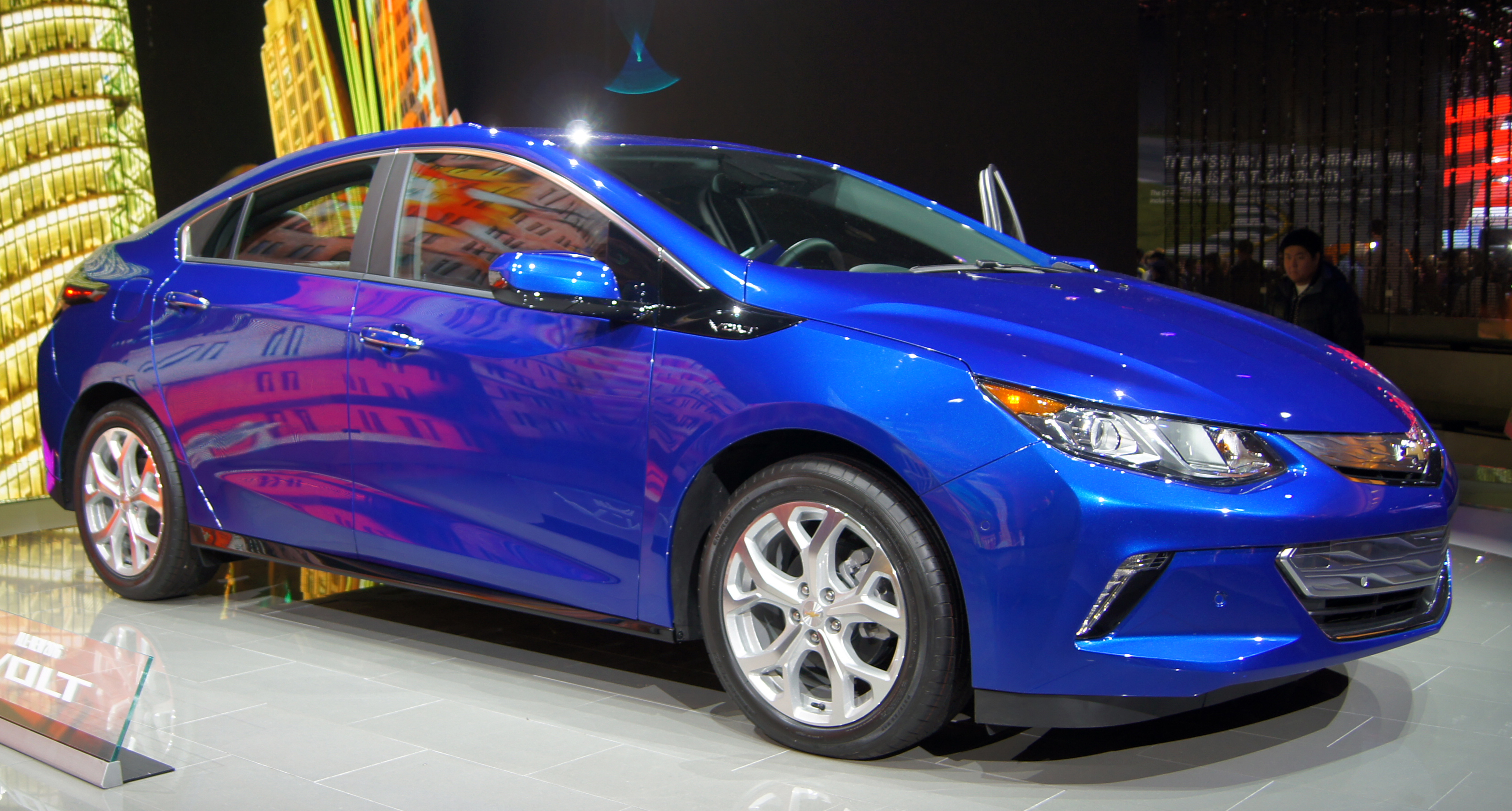
Volt de 2016 en el Salón del Automóvil Internacional de Norteamérica de 2015.

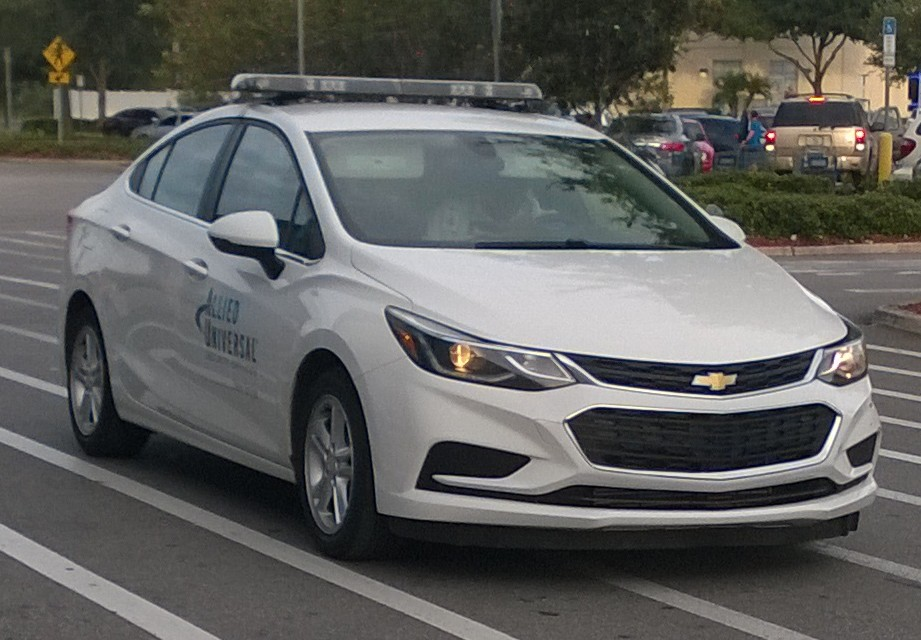
Cruze Sedán de 2016 en Florida.

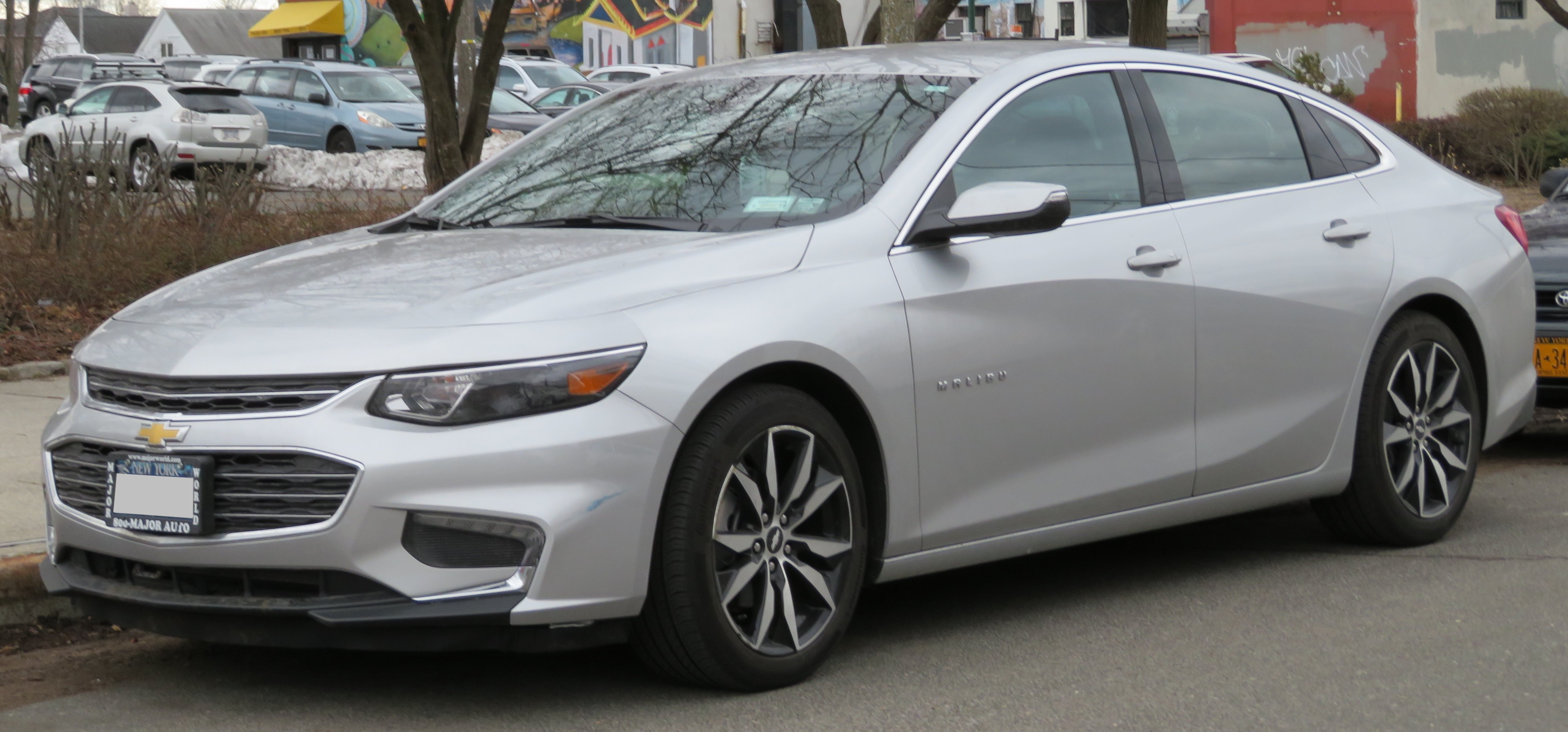
Malibú de 2017 en Queens, Nueva York.

Actualmente, Chevrolet incrementó su participación en el mercado mundial a partir de la implementación del nuevo concepto de diseño global llamado GPix o Global Pix, con el cual comenzó a presentar sus primeros vehículos denominados "globales", los cuales comenzaron a ser vendidos en Asia, Europa y América junto a los Estados Unidos. El primer vehículo presentado con esta característica fue el Aveo, presentado en el mercado de China. Más tarde, comenzaron a sucederse nuevas presentaciones, teniendo como protagonistas a los modelos Cruze, Impala y Captiva, quienes compartían rasgos de diseño con el Aveo. Esta política, además de renovar la cara de Chevrolet en el mundo, reafirmó su posición en diferentes mercados, donde la marca utilizaba modelos de otras marcas propiedad de General Motors para venderlos bajo la marca Chevrolet. Otro proyecto generado por esta nueva corriente de diseño es el denominado "Proyecto Viva", desarrollado en el Mercosur y del cual fueron concebidos los modelos Agile, Montana y la nueva generación del Cobalt, presentado el 16 de junio de 2011 en el Salón del automóvil de Buenos Aires.
Chevrolet siempre se mantuvo como la nave insignia de la General Motors. Todavía después del año 2000, la marca se mantuvo en la vanguardia del mercado internacional, perdiendo en el año 2009, luego de la quiebra sufrida por GM. Así, la marca se mantuvo firme dentro del esquema orgánico de la compañía, siendo la más rentable dentro del conglomerado. A nivel mundial, Chevrolet tenía mucha presencia en mercados como el de América del Norte, América del Sur y comenzó su expansión dentro de Asia y África. En algunos mercados como el de América del Sur se utilizan modelos de otras marcas de General Motors para ser vendidos bajo la marca Chevrolet, en el caso de América del Sur, los vehículos Chevrolet estaban basados en la línea alemana Opel.
A partir de 2005 Chevrolet desarrolla una campaña de globalización con la transformación de la filial coreana GM-Daewoo en Chevrolet Europa basando primero su gama en modelos de origen Daewoo. Posteriormente inicia la comercialización de vehículos globales, como ser el Aveo, el Cruze o la Captiva, agregando a esta gama al estadounidense Malibu, en su versión presentada en el año 2011. 
A lo largo de su historia, Chevrolet fabricó modelos que tuvieron éxito alrededor del mundo, como el Corvette y el Camaro. También son recordados los modelos Impala, Malibú y Monte Carlo. En otros países como Argentina o Brasil, fueron producidos los modelos Chevrolet Chevy y Chevrolet Opala respectivamente. El primero, era un derivado del estadounidense Nova. Sin embargo, a pesar de ser un éxito en el mercado solo duraría 9 años en producción, producto del retiro de GM de Argentina en 1978. Mientras que el segundo, fue el coche más exitoso de la industria brasileña, alcanzando el millón de unidades producidas, en sus 28 años de existencia. 
Actualmente, Chevrolet está utilizando su experiencia con el Volt, presentado como un automóvil eléctrico de autonomía extendida, debido a que es un vehículo híbrido eléctrico con motor eléctrico y de combustión interna, para lanzar el Bolt, este ya completamente eléctrico y de autonomía prevista por encima de los 300 km (186 millas). 
A principios de diciembre de 2013, la empresa anuncia una reorganización por la que abandonaría (como así hizo) el mercado Europeo no más tarde del 31/12/2015 tras los dos años de preaviso a los concesionarios que marca la ley europea.

## Producción por países

### Argentina

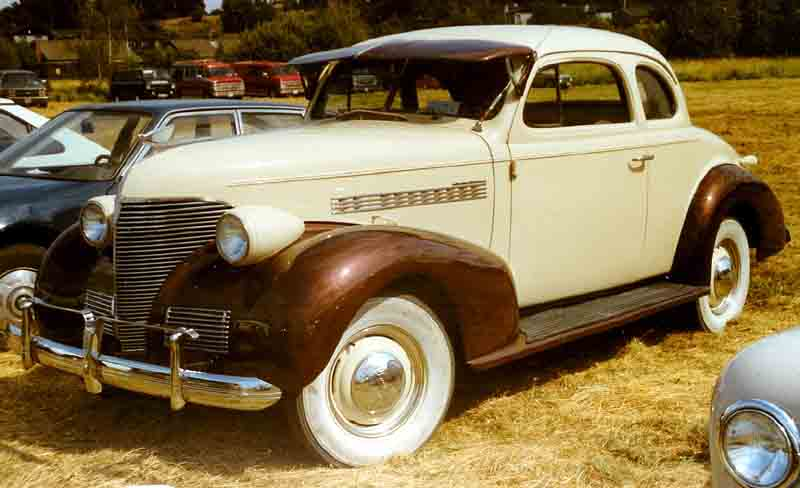
El Coupé de 1939 fue muy utilizado en Argentina para competiciones de Turismo Carretera.

Chevrolet desembarcó en este país en el año 1925. Tuvo su época de consolidación con la inauguración en 1940, de la fábrica ubicada en la Ciudad de San Martín, hoy una sucursal de la cadena de supermercados Jumbo, Buenos Aires. Allí fueron fabricadas las camionetas de la línea C, además de las dos versiones del modelo estadounidense Chevy II, siendo la primera generación llamada Chevrolet 400 y la segunda simplemente Chevy, conocido también como Coupé Chevy, esta última la más popular de la marca. También, en esa fábrica, fue producida la versión nacional del Opel Kadett, bautizado como Opel K-180. El mismo, llevaba un motor de origen Chevrolet desarrollado íntegramente en Argentina. Sin embargo, GM detuvo sus operaciones en 1978 debido a la crisis económica del país.
GM regresó al país en 1995, inaugurando una nueva planta en Alvear (Santa Fe), donde se comenzó fabricando el Corsa, versión sudamericana del modelo alemán Opel Corsa. Este automóvil se terminó convirtiendo en el símbolo de la reinserción de General Motors en Argentina, a la vez de ser el modelo Chevrolet de mayor tiempo de producción en Argentina, al haberse producido y vendido 919 972 unidades entre 1997 y 2016, convirtiéndose al mismo tiempo en el modelo de mayor producción en la historia automotriz Argentina. A lo largo de su producción, este modelo mutaría de nombre en dos oportunidades, siendo llamado de manera definitiva como Chevrolet Classic.
A la par del Corsa/Classic, en Alvear fueron producidos también la pickup Silverado, la Grand Blazer, el Agile, desarrollado íntegramente en el Mercosur y la Suzuki Grand Vitara, junto a su variante de la marca Chevrolet.
A mediados del año 2015 se realizó el anuncio de la ampliación de la planta de Alvear, con el fin de albergar la producción de un modelo global para su futura exportación. Finalmente y tras el cese de la producción de los modelos Classic y Agile, en 2016 inició la producción del sedán Cruze II, al cual se le sumó un año más tarde su versión hatchback.

### Brasil
En Brasil, el Opala está basado en el Opel Rekord alemán de finales de los 1960, que continuó su producción hasta inicios de los noventa cuando finalmente fue reemplazado por la versión del Opel Omega. Otros Chevrolet pequeños en Brasil son el Chevette y el Monza, basados en el Opel Kadett y Opel Ascona, respectivamente. La producción brasileña comprende actualmente algunos diseños exclusivos como el Chevrolet Celta, basado en el Opel Corsa B, mientras que el Opel Vectra es un Opel Astra C con un frontal modificado y el Omega es un Holden Commodore con cambios mínimos. La gama incluye a varias camionetas, entre ellas la Montana, la S-10, la LUV y la Silverado.[cita requerida]

### Colombia
GM Colmotores es uno de los mayores fabricantes y ensambladores de automóviles con sede en Bogotá, Colombia. Establecida en 1956, empezó manufacturando bajo licencia coches de la firma británica Austin. En 1965, Chrysler Corporation tomó cerca del 60% de la participación accionaria en la compañía, e iniciaría la fabricación de vehículos de la marca Chrysler bajo licencia hasta el año de 1979. En 1979, General Motors toma el control total de la compañía, comprando el 77.4% de los paquetes accionarios.[cita requerida]

### México
En México los vehículos Chevrolet iniciaron su venta únicamente como modelos de importación hasta 1937 cuando se fundó la primera planta de General Motors en el país, que inicialmente ensamblaba camiones Chevrolet. A partir de 1964 todos los vehículos vendidos por Chevrolet eran de producción nacional, siendo así hasta principios de los años noventa.
La gama mexicana de automóviles Chevrolet se basó totalmente en la estadounidense, existiendo los mismos modelos con los mismos nombres solo con ligeras variaciones estéticas en algunos casos y diferencias en cuanto a versiones y motorizaciones, siendo así hasta la apertura del mercado mexicano de automóviles que motivó entre otras cosas la introducción de automóviles de otras divisiones de GM. Desde la introducción del Chevy (Opel Corsa) en 1994, se encuentran disponibles algunos modelos Opel bajo la marca Chevrolet, tal es el caso de autos como el Chevrolet Corsa, Astra, Zafira y Vectra. Este último modelo es el mismo que se vende en Europa mientras que en Brasil el Vectra deriva del actual Astra.
También se han introducido algunos modelos Daewoo, como es el caso del Aveo y el Matiz, que es vendido como Pontiac. Asimismo, se mantienen algunos modelos de diseño estadounidense como lo son toda la gama de camiones y SUVS, el Malibu y el Corvette. Cabe hacer mención que a partir del año 2008 el Aveo se empezó a armar en Ramos Arizpe, Coahuila, México; en la actualidad es el auto que sustituyó al Chevy (Opel Corsa), el cual ha tenido gran aceptación en el mercado mexicano puesto que está ubicado en el tercer lugar nacional de ventas dicho esto por las revistas especializadas.[cita requerida]

### Resto de América
Históricamente en varios mercados americanos se hicieron modificaciones a varios modelos antiguos de la General Motors estadounidense y europea. Actualmente el modelo Chevrolet S10 y la Blazer K5, son ejemplos de esta estrategia. Sin embargo, las nuevas condiciones del mercado y el incremento de la competencia permiten que cada vez salgan más modelos nuevos al mercado. En la actualidad, General Motors comercializa más de 23 modelos de la marca Chevrolet en América. Cabe destacar que también tuvo presencia en Venezuela hasta 2017 cuando se produjo el cierre de su planta en este país.[cita requerida]
| Nombre                          | Años de producción                  | Imagen                    |
| ------------------------------- | ----------------------------------- | ------------------------- |
| 490                             | 1915-1922                           |                           |
| Suburban                        | 1937-presente                       |                           |
| Fleetmaster                     | 1946-1948                           |                           |
| Stylemaster                     | 1946-1948                           |                           |
| Advance Design ("Thriftmaster") | 1948                                |                           |
| Fleetline                       | 1949-1952                           |                           |
| Bel Air                         | 1950-1961                           |                           |
| Corvette                        | 1953-presente                       |                           |
| Impala                          | 1958-1985, 1994-1996, 2000-presente |                           |
| Brookwood                       | 1958-1972                           |                           |
| Biscayne                        | 1958-1972                           |                           |
| El Camino                       | 1959-1984                           |                           |
| Corvair                         | 1960-1969                           |                           |
| 400                             | 1962-1985                           |                           |
| Chevy Nova                      | 1962-1979 y 1985-1988               |                           |
| Chevelle                        | 1963-1977                           |                           |
| Malibú                          | 1964-1984 y 1997-presente           |                           |
| Caprice                         | 1965-1996                           |                           |
| Camaro                          | 1966-2023                           |                           |
| Vega                            | 1970-1977                           |                           |
| Monte Carlo                     | 1970-1988 y 1995-2006               |                           |
| LUV                             | 1972-2004                           |                           |
| Silverado                       | 1975-presente                       |                           |
| Chevette                        | 1975-1987                           |                           |
| Van                             | 1980-1996                           |                           |
| Citation                        | 1980-1985                           |                           |
| Celebrity                       | 1981-1990                           |                           |
| Cavalier                        | 1981-2005 y 2016-presente           |                           |
| S-10                            | 1982-2004                           |                           |
| Blazer                          | 1982-2011-2019                      |                           |
| Astro                           | 1985-2005                           |                           |
| Corsica                         | 1987-1996                           |                           |
| Beretta                         | 1987-1996                           |                           |
| Lumina APV                      | 1989-1996                           | Chevrolet Lumina-APV-1993 |
| Lumina                          | 1989-2001                           |                           |
| Geo Prizm                       | 1989-2002                           |                           |
| Tracker                         | 1993-presente                       |                           |
| Corsa                           | 1993-presente                       |                           |
| Vectra                          | 1993-2011                           |                           |
| Astra                           | 1994-2011                           |                           |
| Tahoe                           | 1995-presente                       |                           |
| Express                         | 1996-presente                       |                           |
| Venture                         | 1997-2004                           |                           |
| Spark                           | 1998-2022                           |                           |
| Sail                            | 1998-presente                       |                           |
| Zafira                          | 2001-2013                           |                           |
| TrailBlazer                     | 2002-presente                       |                           |
| Avalanche                       | 2002-2013                           |                           |
| Sonic                           | 2002-2019                           | Chevrolet Aveo Sedan 2012 |
| Optra                           | 2003-presente                       |                           |
| SSR                             | 2004-2006                           |                           |
| Equinox                         | 2004-presente                       |                           |
| Cobalt                          | 2004-2009                           |                           |
| Colorado                        | 2004-presente                       |                           |
| HHR                             | 2005-2011                           |                           |
| Uplander                        | 2005-presente                       |                           |
| Captiva                         | 2006-presente                       |                           |
| Aveo                            | 1998-presente                       |                           |
| Agile                           | 2009-2016                           |                           |
| Cruze                           | 2008-presente                       |                           |
| Volt                            | 2011-2019                           |                           |
| Onix                            | 2012-presente                       |                           |
| Bolt                            | 2016-presente                       |                           |

## Eslóganes
- 1987-2004 "The Heartbeat of America" (Estados Unidos).[13][14]
- 2004-2013 "Siempre contigo".
- 2013-presente "Find New Roads" ("encuentra nuevos caminos").[15][16][17]

## 100.º Aniversario
El 3 de noviembre de 2011, Chevrolet celebró sus primeros 100 años de existencia. Con tal motivo, General Motors programó una serie de festejos alrededor del mundo en los principales mercados donde la marca tiene participación, liderando las acciones en muchos de ellos. En otros países también fueron organizadas reuniones de fanáticos de la marca, quienes de esta forma rindieron su homenaje no solo a la firma Chevrolet, sino también a su principal hacedor, Louis Chevrolet. Para esta fecha, fue presentado el balance general del año 2010, donde entre otras cifras destacó la venta de 42,6 millones de unidades Chevrolet, lo que significaba un ritmo de venta de un Chevrolet por cada 7,4 segundos, al mismo tiempo de destacar en el siguiente orden, a los primeros siete mercados globales del año 2010: Estados Unidos, Venezuela, Colombia, Brasil, China, Canadá y Uzbekistán.
El 60% de las ventas generadas por Chevrolet a nivel mundial fueron realizadas fuera de los Estados Unidos y en sus 100 años de vida, Chevrolet vendió más de 209 millones de vehículos alrededor del mundo, lo que la convierte en la marca más vendida de todo el mundo.

## Automovilismo

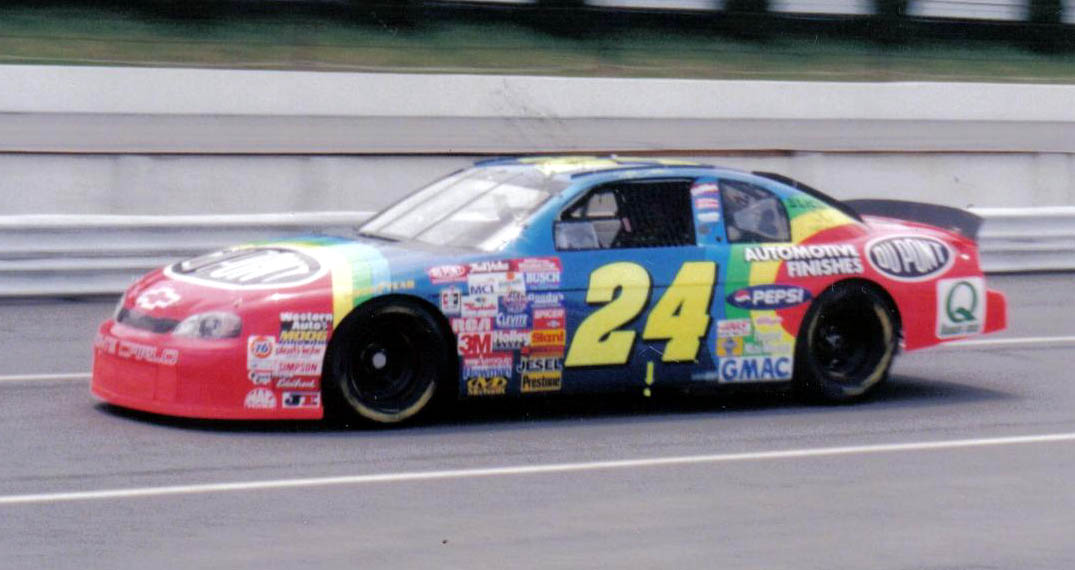
Chevrolet de Jeff Gordon en la Copa NASCAR de 1997.

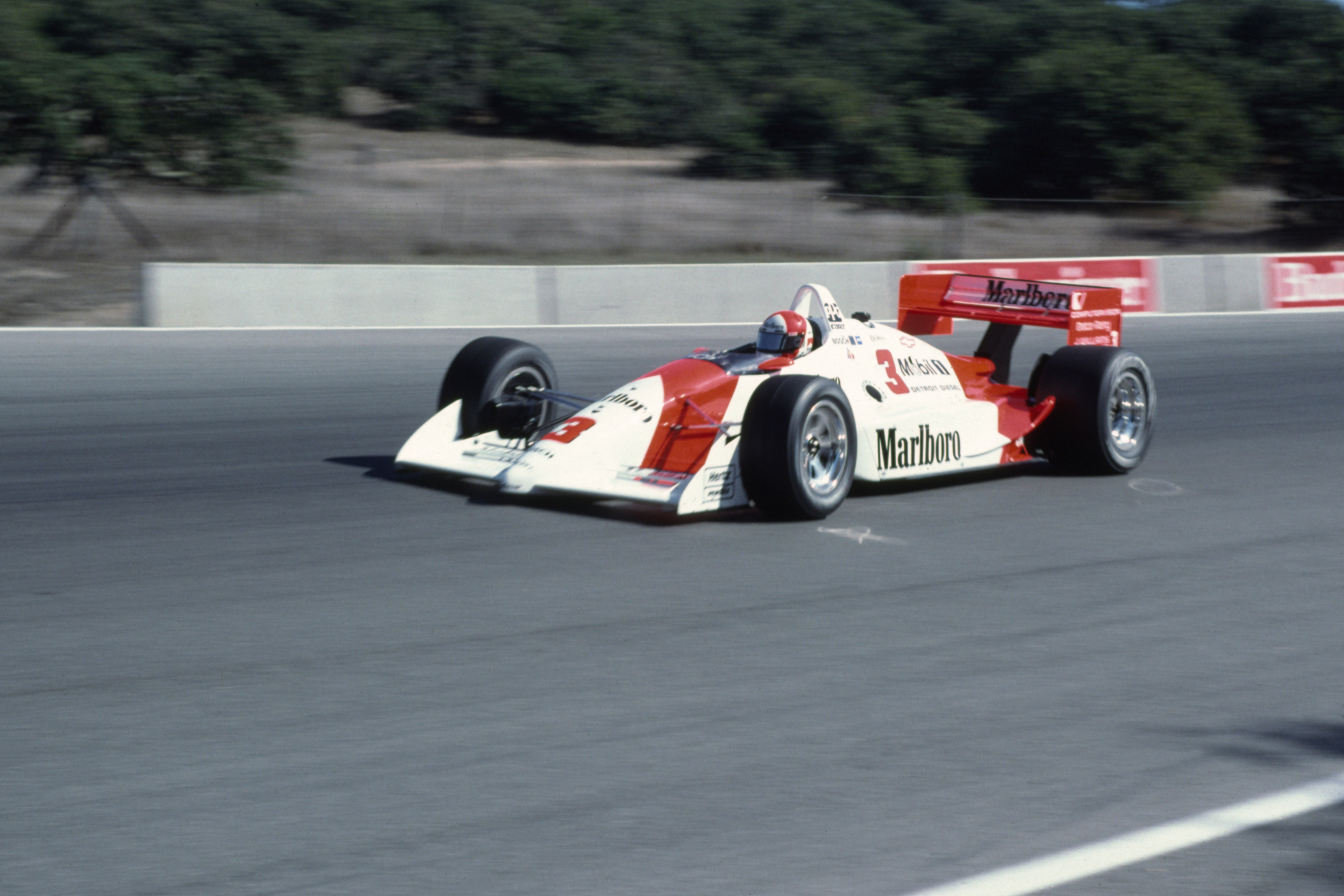
Chevrolet de Rick Mears en la CART en Monterey en 1991.

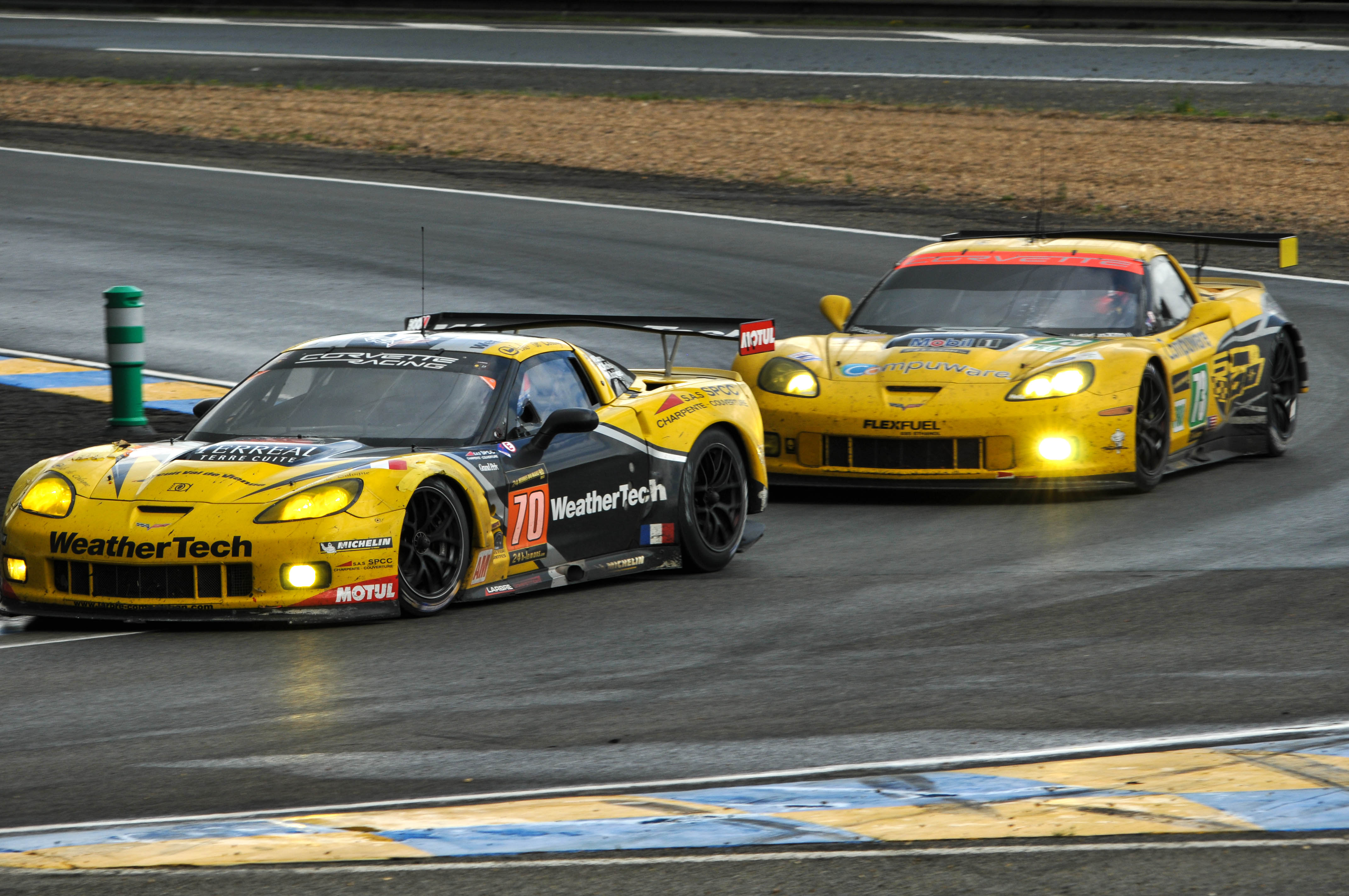
Corvette en las 24 Horas de Le Mans de 2013.

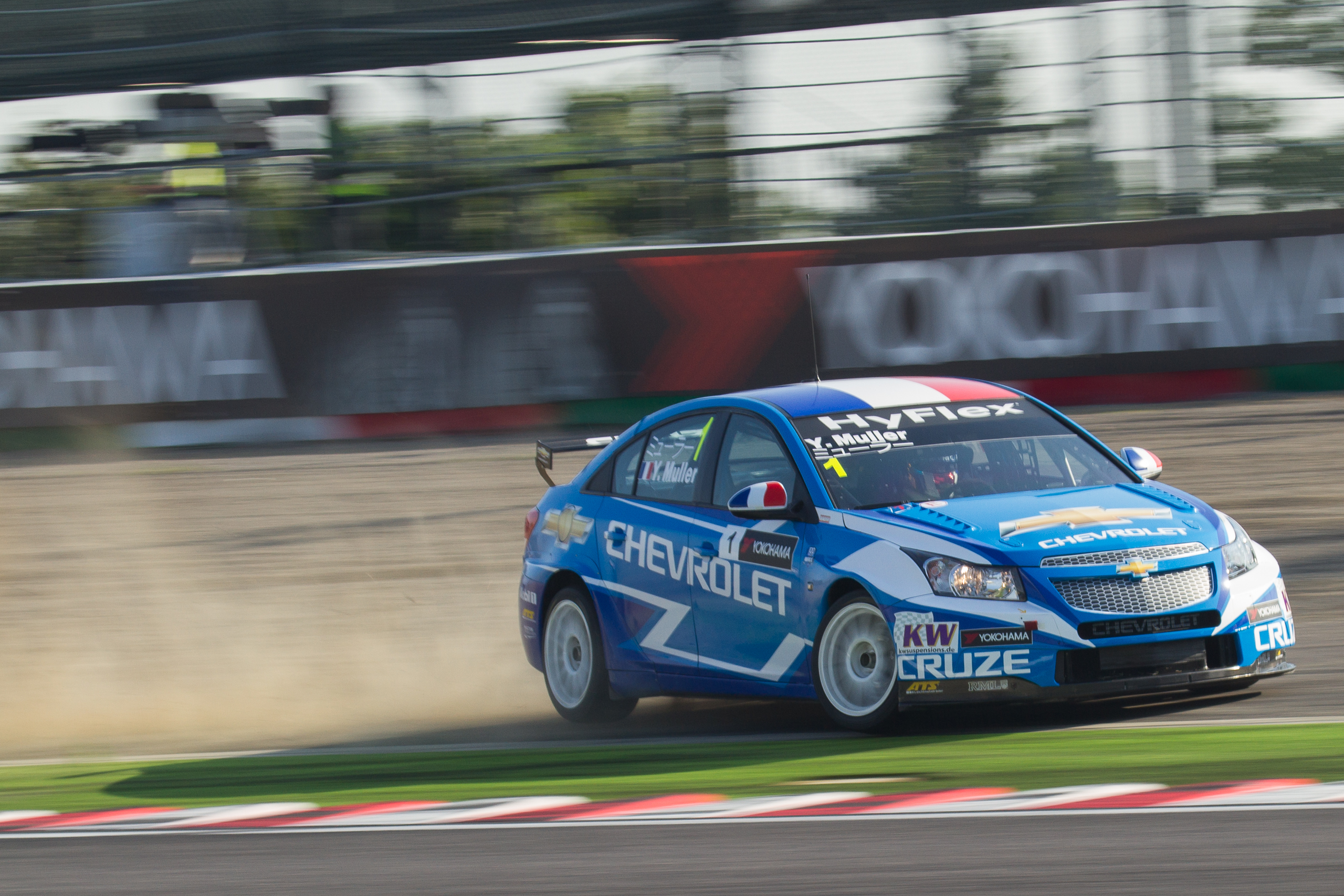
Chevrolet de Yvan Müller en el Campeonato Mundial de Turismos, en Japón en 2012.

A nivel deportivo, ha tenido participaciones en categorías de nivel internacional, así como también en categorías locales de distintos países. A nivel mundial, fue tres veces campeona mundial de escuderías en el Campeonato Mundial de Turismos, a la vez de haber cosechado cuatro títulos de pilotos con el Cruze, mientras que si bien, nunca obtuvo victorias absolutas en la popular competencia de resistencia, conocida como las 24 Horas de Le Mans, sí obtuvo triunfos en las clases GTS de 2001, 2002 y 2004), GT1 de 2005, 2006 y 2009; y GTE de 2011 y 2015, todas con el Corvette. Al mismo tiempo, en Estados Unidos, ejerce un amplio dominio en las estadísticas de la serie NASCAR, contabilizando 30 títulos en la serie NASCAR Cup Series (Primera división de NASCAR) y teniendo entre sus principales referentes a Dale Earnhardt Sr., uno de los dos máximos campeones de la categoría con 7 títulos, todos ellos conquistados al comando de unidades Chevrolet. Al mismo tiempo, en la actualidad, Chevrolet es junto a Honda, uno de los dos proveedores exclusivos de motores para la IndyCar Series, mientras que en la popular categoría Rally Dakar varios pilotos que participan en la división coches eligen impulsores de la marca Chevrolet para equipar sus unidades, vulgarmente denominadas buggys. Un estandarte de esta categoría que supiera competir utilizando estos motores, fue Robby Gordon, reconocido por sus participaciones con vehículos Hummer impulsados con motores Chevrolet.
Chevrolet ha competido en automovilismo profesional en numerosos países, en particular Estados Unidos, Argentina y Brasil.
En la Copa NASCAR, Chevrolet ostenta los récords de mayor cantidad de victorias (más de 750) y campeonatos de pilotos y marcas (38). Se han destacado con Chevrolet los pilotos Rex White, Cale Yarborough, Darrell Waltrip, Terry Labonte, Dale Earnhardt, Jeff Gordon, Tony Stewart y Jimmie Johnson entre otros, y los equipos Junior Johnson, Hendrick Motorsports, Richard Childress Racing y Stewart-Haas Racing.
Chevrolet colaboró con el motorista británico Ilmor para competir en automóviles Indy de 1986 a 1993. Logró seis victorias consecutivas en las 500 Millas de Indianápolis, y cinco campeonatos de pilotos en la CART, contando con los pilotos Rick Mears, Al Unser Jr., Michael Andretti, Danny Sullivan, Arie Luyendyk, Emerson Fittipaldi y Bobby Rahal, y los equipos Penske, Patrick Racing, Newman/Haas Racing y Rahal-Hogan entre otros.
En la IndyCar Series, Chevrolet sustituyó a la marca Oldsmobile como motorista desde 2002 hasta 2005, suministrando entre otros equipos a Penske y Ganassi el primer año y a Panther durante los cuatro años. En 2002 triunfó en las 500 Millas de Indianápolis con Hélio Castroneves y obtuvo el campeonato de pilotos con Sam Hornish Jr. Sin embargo, sus rivales japoneses Honda y Toyota dominaron los campeonatos restantes.
Chevrolet retornó a la IndyCar en 2012 con los equipos Penske y Andretti como principales, aunque el segundo intercambió de motorista con Ganassi en 2013. Ha logrado tres campeonatos de pilotos con Ryan Hunter-Reay, Will Power y Scott Dixon, además de dos victorias en las 500 Millas de Indianápolis con Tony Kanaan y Juan Pablo Montoya. Por otra parte, el pace car para las 500 Millas de Indianápolis ha sido un Chevrolet desde la edición 2002.
En 1999, el Corvette comenzó a competir oficialmente en campeonatos de gran turismos. Ha logrado múltiples títulos en la American Le Mans Series y victorias en las 24 Horas de Le Mans, las 24 Horas de Daytona y la European Le Mans Series.
Chevrolet también ha competido en campeonatos de sport prototipos como motorista de Chaparral, Lola y McLaren Automotive. En 2009 ingresó como motorista en la clase de Prototipos Daytona de la Rolex Sports Car Series, y en 2010 sustituyó por completo a Pontiac.
Chevrolet compitió oficialmente en el Campeonato Mundial de Turismos desde 2005 hasta 2012, en colaboración con RML Group. Dominó las temporadas 2010 a 2012 con los pilotos Yvan Muller, Robert Huff y Alain Menu. Además, Jason Plato ganó el Campeonato Británico de Turismos 2010 con un Chevrolet oficial de RML.
Automóviles de esta marca han competido en el Turismo Carretera argentino desde sus orígenes. Entre sus campeones se destacan Juan Manuel Fangio, Juan María Traverso, Emilio Satriano, Guillermo Ortelli y Agustín Canapino. En el TC 2000, la filial nacional de Chevrolet ganaron campeonatos con Christian Ledesma, Matías Rossi y Agustín Canapino, en tanto que otros pilotos destacados han sido Marcelo Bugliotti y Norberto Fontana.
En Brasil, Chevrolet ha competido en el Stock Car Brasil desde 1979, de manera exclusiva hasta 2004. Con la marca se han destacado Paulo Gomes, Ingo Hoffmann, Chico Serra y Giuliano Losacco entre otros.